# Reederei Robert Bornhofen
Die Reederei Robert Bornhofen wurde 1920 von Kapitän Robert Leopold Bornhofen gegründet und 1985 geschlossen.

## Geschichte
Robert Bornhofen wurde 1880 in Koblenz geboren und besuchte mit 15 Jahren in Hamburg die Seemannsschule. Anschließend fuhr er 4 Jahre auf verschiedenen Schiffen zur See und erhielt nach dem Besuch der Steuermannsschule das Kapitänspatent. 1911 gründete er mit einem Partner eine kleine Schlepperreederei und transportierte mit von Schleppern gezogenen Leichtern vorwiegend Getreide in der Ostsee und über den Rhein. 1923 kaufte er den alten Dampfer Marta (Baujahr 1879, 650 t) und eröffnete damit die Seeschifffahrt. Bis 1930 hatte er acht gebrauchte Frachter zwischen 500 und 2000 tdw gekauft und diese wurden von ihm auch in der Weltwirtschaftskrise in Fahrt gehalten. 1932 gründete er mit der Robert Bornhofen Schiffahrts- und Hafenbetriebs GmbH sein 2. Standbein.
1938 bestellte er seinen 1. Neubau (Karin K. Bornhofen, 3700 BRT) bei der Flensburger Schiffbau-Gesellschaft, der kriegsbedingt erst 1942 von der Nakskov Skibsværft abgeliefert wurde. Der 2. Neubau (Robert Bornhofen, 4000 BRT) kam von der Rostocker Neptun Werft, die diesen Auftrag jedoch an die Flensburger Schiffbau-Gesellschaft weitergab. Er wurde dann komplett von der Nakskov Skibsværft gebaut.

## 2. Weltkrieg und Nachkriegszeit

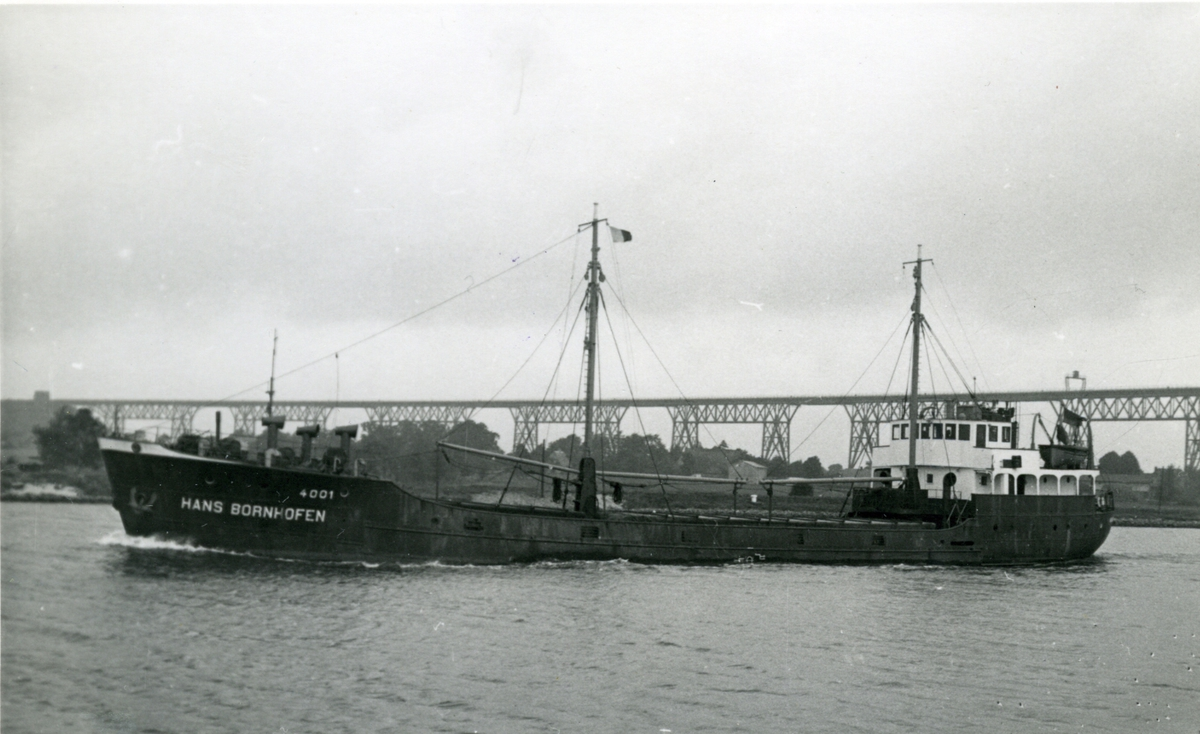
Die 1948 von der Rolandwerft abgelieferte Hans Bornhofen

Im Zweiten Weltkrieg wurden die meisten Schiffe vernichtet, nur die beiden Neubauten blieben in Kopenhagen liegend erhalten, mussten jedoch an die Sowjetunion abgeliefert werden. 1948 begann die Reederei den Wiederaufbau mit gesunkenen Schiffen, die gehoben und wieder neu aufgebaut wurden. So wurde auch die 1936 von der Schiffswerft A. Pahl an die Hafen-Dampfschiffs AG abgelieferte Hamburger Hafenfähre Finkenwärder im Jahr 1948 von Bischoff und Bornhofen als Wrack übernommen, das sie von der Elsflether Werft zum Küstenmotorschiff Claus Bischoff um- und ausbauen ließen. 75 % des Schiffes wurden dabei erneuert. 1950 wurden von der Reederei H. C. Horn die bei der Germaniawerft gebauten Motorfrachter Therese Horn und Marie Horn gekauft und fuhren dann als Luise Bornhofen und Wilhelm Bornhofen. Anschließend wurden bei verschiedenen Werften Neubauten bestellt, in der Regel Motorfrachter.
Eine Besonderheit bildete das dieselelektrische Frachtschiff Falkenstein mit einem Pleuger Aktivruder. Das Aktivruder kam von der Firma Pleuger Unterwasserpumpen, war neu und bisher nur bei kleinen Schiffen eingebaut worden. Es besteht aus einem in das Ruderblatt eingebauten Asynchronmotor als Unterwassermotor, der einen ummantelten Propeller antreibt. Das Ruderblatt war um 90° nach jeder Seite drehbar. Das Schiff wurde von Pleuger bei der Stülckenwerft in Auftrag gegeben und 1953 an die Partenreederei abgeliefert, für die Robert Bornhofen zum Korrespondentreeder bestellt wurde. Bei der Elsflether Werft wurden mehrere Neubauten bestellt, die teilweise von dem Inhaber der Firma Klosterfrau Melissengeist finanziert wurden.

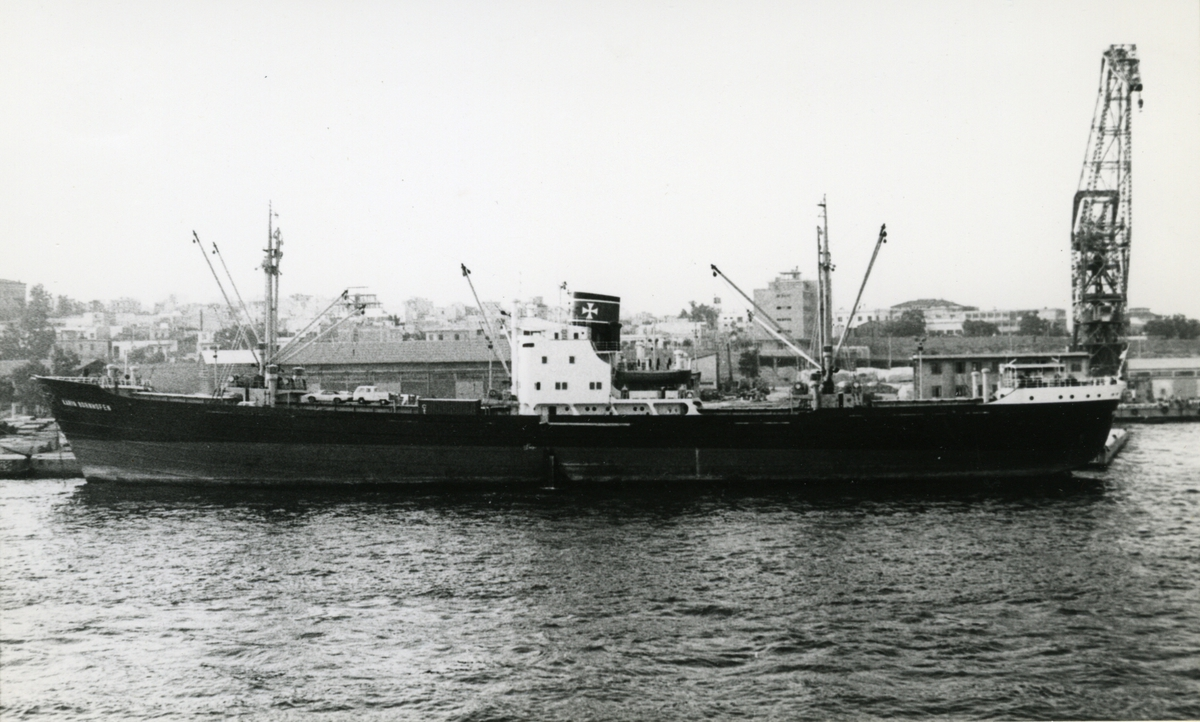
Die Karin Bornhofen entstand 1958 auf der Elsflether Werft

1956 wurde die Robert Bornhofen KG mit Peter Döhle als persönlich haftenden Gesellschafter gegründet, in dem die Kümo-Aktivitäten zusammengefasst wurden. Robert Bornhofen schied 1961 als Gesellschafter aus und Peter Döhle führte die Firma unter seinem Namen weiter. Die bisherige Bereederung von zwei Bischoff-Schiffen wurde ebenfalls 1956 abgegeben und die Robert Bornhofen Schiffahrts- und Hafenbetriebs wurde ausgegliedert und an Heinrich Bischoff verkauft.

## 50 Jahre Reederei Robert Bornhofen

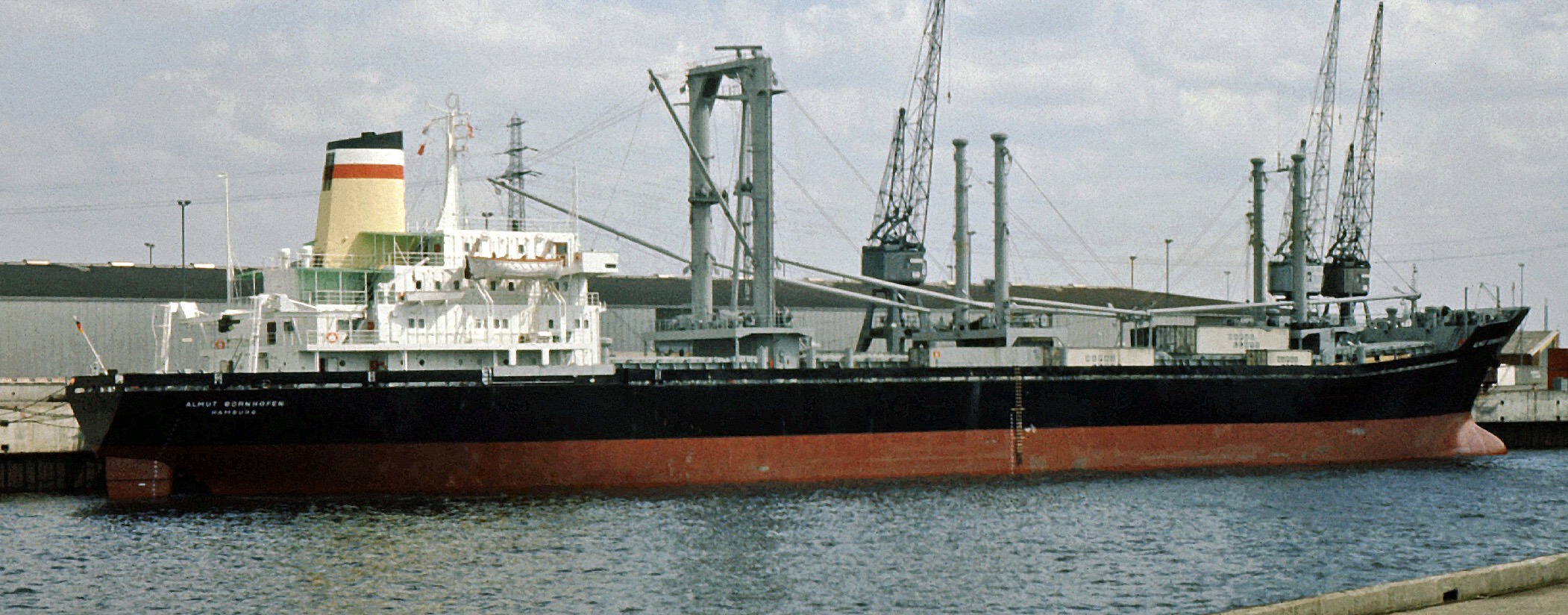
Der letzte Neubau Almut Bornhofen 1973 in Hamburg in HAPAG-Farben

1970, im 50. Jahr der Reederei bestellte die inzwischen von Kurt Bubert geführte Reederei sechs Linienfrachter, vier bei der Schlichting-Werft und zwei bei der Seebeck-Werft. Die Finanzierung erfolgte nicht von der Reederei, sondern über den Kapitalanlegermarkt. 1973 starb der Firmengründer.
Die Almut Bornhofen (Baunummer 970) war der letzte Neubau, er kam 1973 von der Seebeck-Werft. Der Reederei fiel es in den folgenden Jahren schwer, die inzwischen weitgehend ausgeflaggten Schiffe zu beschäftigen. Einige Schiffe „lagen an der Kette“ und wurden auf Veranlassung der Schiffbeleihungsbanken versteigert. Andere lagen mit Maschinenschaden fest. 1985 wurde die Reederei geschlossen.